# Gerardo Martínez
Gerardo Eugenio Martínez Dibene (né le 14 novembre 1979 en Basse-Californie du Sud) est un athlète mexicain, spécialiste du saut en hauteur. Il détient, avec 2,30 m, réalisé une première fois en 2007 à Walnut (Californie), une des meilleures mesures de sa spécialité (et le record du Mexique).

## Palmarès

### Jeux panaméricains
- Jeux Panaméricains de 2007 à Rio de Janeiro ( Brésil)
  - 5e au saut en hauteur